# Le Club de plongée
Le Club de plongée (Dive Club) est une série télévisée australienne créée par Steve Jaggi. Elle est diffusée depuis le 29 mai 2021 sur Netflix. En France, la série est lancée le 3 septembre 2021. 

## Synopsis
La série suit un groupe d'adolescentes passionnées de plongée sous-marine décidées à retrouver leur meilleure amie disparue après qu'une tempête ait frappé leur petite ville côtière.

## Distribution

### Acteurs principaux
- Miah Madden (VF : Maryne Bertieaux) : Maddie
- Georgia-May Davis (en) (VF : Lila Lacombe) : Lauren Rose
- Aubri Ibrag (VF : Karine Foviau) : Anna
- Sana'a Shaik (VF : Alice Orsat) : Stevie Harrison
- Mercy Cornwall (VF : Zina Khakhoulia) : Izzie Martin

### Acteurs secondaires
- Joshua Heuston (VF : Clément Moreau) : Henry
- Alexander Grant : Hayden
- Joseph Spanti (VF : Anthony Carter) : Brad
- Phoenix Mendoza : Camille
- Jai Koutre : Jack Rose, le chef de police et père de Lauren
- Veronica Neave : Renee Volkov, la maire de la ville et mère d'Anna
- John McNeill (VF : Patrick Préjean) : Vieux loup de mer
- Kate Peters : Victoria Volkov, la grand-mère d'Anna
- Tim Ross : John Martin, le père d'Izzie
- Yasmin Kassim (VF : Alice Taurand) : Lucinda Harrison

## Épisodes
1. L'Endurance (Endurance)
2. La Fleur de mer (Flower of the Sea)
3. Le Rising Sun (The Rising Sun)
4. Le SS Gothenburg (SS Gothenburg)
5. L'Adelaide (The Adelaide)
6. Le Dimitri Donskoii (Dimitri Donskoii)
7. Le Mary Celeste (Mary Celeste)
8. Le RMS Republic (RMS Republic)
9. Le Nemesis (Nemesis)
10. L'Admella (Admella)
11. Cygne Noir (Black Swan)
12. Le Queen Anne's Revenge (Queen Anne's Revenge)

## Production
La série a été tournée à Port Douglas, dans le Queensland.